# 黒沢 (青梅市)
黒沢（くろさわ）は、東京都青梅市の地名。現行行政地名は黒沢一丁目から黒沢三丁目。郵便番号は198-0005。

## 概要
市域北部に位置する。採石場も多く存在し、中間はダンプカーが頻繁に往来する。リーマンショック以前には日野自動車が採石場跡地に海外向け車種の工場を開設する予定があった。現在は白紙化されており、市内にある日野自動車の施設は末広町にあるグローバルパーツセンターのみである。

## 地理

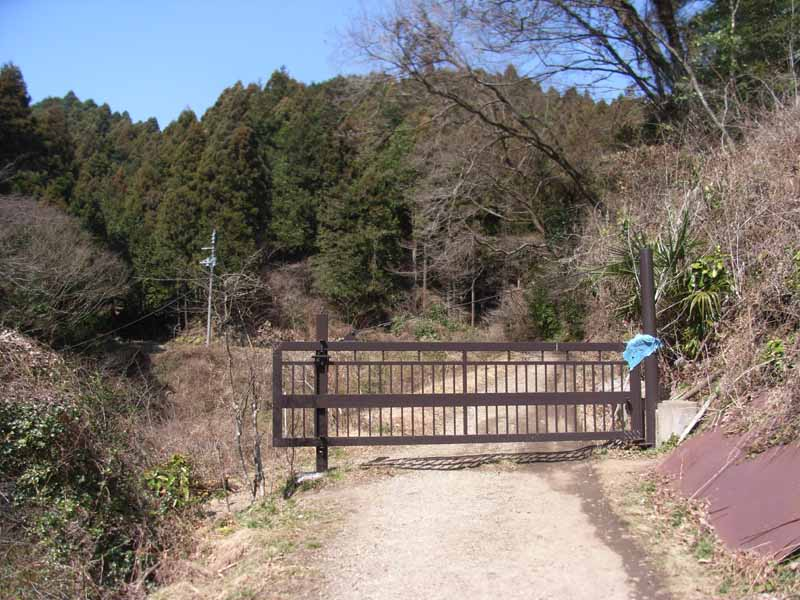
古吹上トンネル黒沢側にある立入禁止のゲート

東南部に霞丘陵が位置する。吹上トンネルは吹上ではなく当地にある。

## 歴史

### 村域の変遷
- 1889年（明治22年）4月1日 - 町村制施行により、南小曽木村、富岡村、黒沢村が合併し神奈川県西多摩郡小曽木村が成立。黒沢村は大字黒沢となる。
- 1893年（明治26年）4月1日 - 西多摩郡が南多摩郡、北多摩郡とともに東京府へ編入。
- 1943年（昭和18年）7月1日 - 東京都制施行。
- 1955年（昭和30年）4月1日 - 吉野村、三田村、成木村とともに青梅市へ編入され消滅。大字黒沢は小曾木地区に属する。
- 1968年（昭和43年）8月 - 小曾木地区に新町区域指定、町名変更実施。大字黒沢は黒沢一丁目から黒沢三丁目に変更[6]。

## 世帯数と人口
2021年（令和3年）3月1日現在の世帯数と人口は以下の通りである。
| 町丁       | 世帯数  | 人口    |
| ---------- | ------- | ------- |
| 黒沢一丁目 | 254世帯 | 389人   |
| 黒沢二丁目 | 245世帯 | 513人   |
| 黒沢三丁目 | 226世帯 | 369人   |
| 計         | 725世帯 | 1,271人 |

## 小・中学校の学区
市立小・中学校に通う場合、学区は以下の通りとなる。
| 町丁       | 番地 | 小学校             | 中学校             |
| ---------- | ---- | ------------------ | ------------------ |
| 黒沢一丁目 | 全域 | 青梅市立第七小学校 | 青梅市立第六中学校 |
| 黒沢二丁目 | 全域 | 青梅市立第七小学校 | 青梅市立第六中学校 |
| 黒沢三丁目 | 全域 | 青梅市立第七小学校 | 青梅市立第六中学校 |

## 施設
全域
- 青梅市消防団分団[8]
  - 第六分団 - 小曾木地区

黒沢一丁目
- 青梅東部病院
- 黒沢1丁目児童遊園
- し尿処理場[9]

黒沢二丁目
- 檜原神社
- 高指稲荷神社
- 慈本寺

黒沢三丁目
- 八坂神社
- 大熊神社
- 稲荷神社
- 秋葉神社
- 神明神社
- 聞修院

## 交通
都営バスがJR青梅線東青梅駅・青梅駅へ、西武バスが東青梅駅と西武池袋線飯能駅へ、それぞれバス路線を運行している。
- 東京都道53号青梅秩父線（成木街道）
- 東京都道28号青梅飯能線